# Евцера далматська
Евцера далматська або довговуса бджола далматська (лат. Eucera dalmatica) — вид комах з родини Apidae.

## Поширення
Європейська частина ареалу цієї довговусої бджоли охоплює територію материкової частини Франції, Італії, Іспанії та Греції, Лесбосу, Родосу, Кіпру, Сардинії та Сицилії, Угорщини, Румунії, північного заходу Росії. E. dalmatica також трапляється на території Ізраїлю та Туреччини.
Цей вид трапляється і в степах України.

## Короткий опис імаго
Довжина цих комах становить 15-18 мм.

## Особливості біології та місця проживання
Цей вид є запилювачем Ophrys oblita. На острові Кіпр та Піренейському півострові, льотний період далматської евцери триває з квітня по червень, а на півдні Франції цей вид з'являється пізніше, а саме в липні-серпні. Кіпрська та Родоська популяції є запилювачами Echium sericeum та Statice sinuata. Материкові комахи запилюють Echium altissimum.
Евцера далматська є основним запилювачем польового гороху (Pisum arvense L.), який є високопоживним кормом для сільськогосподарських тварин.